# 擬鯨口魚
擬鯨口魚，又稱倣鯨，為輻鰭魚綱鯨頭魚目倣鯨科的其中一種，分布於全球三大洋海域，屬深海魚類，棲息深度可達2250公尺，體長可達24.7公分。